# Beauronne
Beauronne (okzitanisch Beurona) ist ein Ort und eine aus mehreren Weilern (hameaux) und Einzelgehöften bestehende Gemeinde mit 372 Einwohnern (Stand: 1. Januar 2022) im südfranzösischen Département Dordogne in der Region Nouvelle-Aquitaine.

## Lage
Beauronne liegt am gleichnamigen Fluss ca. 38 km (Fahrtstrecke) südwestlich von Périgueux bzw. ca. 78 km südlich von Angoulême in der historischen Provinz Périgord in einer Höhe von ca. 72 m ü. d. M. Das Klima ist gemäßigt und wird gleichermaßen vom Atlantik und von den Bergen des Zentralmassivs beeinflusst.

## Bevölkerungsentwicklung
| Jahr      | 1800 | 1851 | 1901 | 1954 | 1999 | 2013 |
| Einwohner | 625  | 810  | 675  | 451  | 310  | 353  |

Der kontinuierliche Bevölkerungsrückgang seit der zweiten Hälfte des 19. Jahrhunderts ist im Wesentlichen auf die Reblauskrise im Weinbau und die zunehmende Mechanisierung der Landwirtschaft sowie den jeweils damit einhergehenden Verlust an Arbeitsplätzen zurückzuführen.

## Wirtschaft
Der Ort und seine Umgebung waren jahrhundertelang landwirtschaftlich geprägt; die meisten Menschen lebten als Selbstversorger von den Erträgen ihrer Felder und Gärten; auch Viehzucht und Weinbau wurden betrieben. Im Ort selbst ließen sich Handwerker, Kleinhändler und Dienstleister aller Art nieder. Seit den 1960er Jahren spielt der Tourismus in Form der Vermietung von Ferienwohnungen (gîtes) eine nicht unbedeutende Rolle im Wirtschaftsleben der Gemeinde.

## Geschichte
Wie die romanische Kirche nahelegt, war der Ort in hochmittelalterlicher Zeit besiedelt; vielleicht in der Zeit des Hundertjährigen Krieges (1337–1453) oder danach wurde das Langhaus der Kirche erhöht und befestigt.

## Sehenswürdigkeiten
Die Pfarrkirche Notre-Dame-de-la-Nativité entstammt dem 12. Jahrhundert; es kann davon ausgegangen werden, dass die seitlichen Strebepfeiler und der viergeschossige Vierungsturm mit seinem nach allen Seiten offenen Glockengeschoss ursprünglich sind. Deutlich erkennbar ist jedoch die Aufstockung des Langhauses zu einem Fluchtraum mit einem Doppelfenster im Westen. Im Innern der Apsis stehen Halbsäulen als Wandvorlagen; das Kirchenschiff verfügt dagegen nur über Blendarkaden auf Pfeilern. Der Kirchenbau ist seit dem Jahr 1926 als Monument historique anerkannt.